# Dibezzia gideoni
Dibezzia gideoni är en tvåvingeart som beskrevs av Meillon och Wirth 1981. Dibezzia gideoni ingår i släktet Dibezzia och familjen svidknott. Inga underarter finns listade i Catalogue of Life.